# Алфонс Хердерсхе
Алфонс Франсен Хердерсхе (на нидерландски: Alphons Franssen Herderschee) е нидерландски армейски офицер, изследовател, топограф и картограф.

## Биография
Роден е на 4 септември 1872 година в Банджермасин, Индонезия (тогава колония на Холандия). През 1892 г. постъпва в холандската армия и е изпратен в Холандска Източна Индия (днес Индонезия), където се отличава в няколко сражения и през 1895 г. за проявената смелост му е присъден офицерски чин – младши лейтенант и е награден с медал за храброст. След това постъпва в топографския отдел на холандската армия и през 1903 – 1904 г. възглавява експедиция в Суринам, която извършва картирания на части от страната.
От 1907 до 1915 г. пребивава в Холандска Нова Гвинея (Ириан Джая) като провежда две експедиции – 1909 – 1910 и 1912 – 1913.
В края на 1909 г. се изкачва по река Мамберамо в Северозападна Нова Гвинея и в средата на февруари 1910 г. открива обширна равнина, дренирана от двете съставящи реки на Мамберамо – Вилиген и Иденбург (Таритау). Изследва и картира цялото течение на Вилиген, заедно с откритите от него съставящи я реки – Тарику (Руфор) и Дело.
По време на втората си експедиция от юг през 1913 г. се изкачва на връх Вилхелмина Топ (4790 м) в Нова Гвинея.
През 1920 г. се пенсионира от армията, премества се да живее в Ница, където умира на 15 август 1932 година на 59-годишна възраст.